# Нико Пиросмани
Пиросмани пренасочва насам.  За филма вижте Пиросмани (филм).
Николос Асланидзе Пиросманишвили, по-известен като Нико̀ Пиросма̀ни (на грузински: ნიკო ფიროსმანი), е грузински художник примитивист.

## Биография
Роден е на 5 май 1862 година в Мирзаани, село в Кахетия, Източна Грузия, в селско семейство. На 8 години остава сирак и е отгледан от по-големите си сестри в Тбилиси. През целия си живот живее в бедност, като се наема на различни случайни работи, включително рисуване на фирми на магазини. Учи се да рисува сам. Създава множество портрети, пейзажи, разработва сюжети от грузинския фолклор. Открит от критиката към края на живота си, когато участва в няколко изложби. В голяма част от творчеството си се проявява като монументалист и епик. От средата на 90-те години рисува активно в характерен наивистичен стил, но творчеството му получава признание едва след смъртта му и много негови картини са загубени, като до днес са запазени около 200.
Известни картини: „Натюрморт“, „Рибар сред скалите“, „Гуляй на тримата князе“ и др.
Много от биографичните факти за Пиросманишвили не са потвърдени документално, а са известни или по негови думи, или са възстановени вече след смъртта му. Мнозина са възприемали Пиросманашвили като психически нездрав човек и не особено благонадежден. Това отношение се е подхранвало и от собствените му твърдения, че вижда светци, а четката му „рисува сама“.
Нико Пиросмани умира от недохранване на 9 април 1918 година в Тифлис (дн. Тбилиси).
- „Кокошка с пиленца“
- „Пастир със стадо овце“
- „Супра“
- „Натюрморт“
- „Рибар сред скалите“, 1906